# Mike Coffman
Pour les articles homonymes, voir Coffman.
Michael Coffman dit Mike Coffman, né le 19 mars 1955, est un homme politique américain élu dans le Colorado, représentant cet État à la Chambre des représentants des États-Unis de 2009 à 2019.

## Biographie

### Jeunesse et famille
Né dans le Missouri, Coffman grandit à Aurora dans le Colorado. Il rejoint l'US Army en 1972, puis devient réserviste de 1975 à 1978 pour poursuivre ses études. Après avoir obtenu son diplôme de l'université du Colorado à Boulder en 1979, il intègre le corps des Marines pour trois ans. Il en est ensuite réserviste de 1983 à 1994 et sert en tant qu'officier d'infanterie en 1990 durant la guerre du Golfe.
En 2005, il épouse en secondes noces Cynthia Honssinger, qui est élue procureure générale du Colorado en 2014. Ils divorcent en juin 2017.

### Élu du Colorado
Il siège à la Chambre des représentants du Colorado de 1989 à 1994, puis au Sénat du Colorado entre 1994 et 1998.
En 1998, il est élu trésorier de l'État. En 2005, alors qu'il est trésorier du Colorado, il prend un congé militaire pour servir en Irak, où il supervise la création de bureaux de vote dans une région sunnite du pays. Il est alors provisoirement remplacé par Mark Hillman[réf. souhaitée].
De retour aux États-Unis, il se présente au poste de secrétaire d'État du Colorado, après avoir envisagé les postes de gouverneur et de représentant. Il est élu secrétaire d'État en 2006 avec moins de 51 % des voix face au sénateur d'État Ken Gordon.

### Congrès des États-Unis
En 2008, il est élu à la Chambre des représentants des États-Unis dans le 6e district du Colorado, un bastion républicain dans la banlieue sud de Denver. Il remporte l'élection avec 60,7 % des voix. Il est réélu en 2010 avec 65,7 %.
Redécoupé avant les élections de 2012, le 6e district du Colorado perd ses parties rurales et certaines banlieues aisées. Il devient une circonscription partagée entre démocrates, républicains et indépendants. Coffman est réélu de justesse, réunissant 47,8 % des suffrages contre 45,8 % au démocrate Joe Miklosi. En 2014, il est à nouveau réélu avec 51,9 % des voix face au démocrate Andrew Romanoff (43 %).
Candidat à sa réélection en 2016, il est le premier représentant républicain à diffuser une publicité de campagne anti-Trump, dans laquelle il promet : « si Donald Trump est élu président, je lui tiendrais tête ». Cette distance avec le candidat républicain à l'élection présidentielle est vue comme nécessaire dans l'un des districts les plus compétitifs du pays où 20 % de la population est hispanique. Il bat finalement l'ancienne présidente du Sénat du Colorado, Morgan Carroll, avec 50,9 % des voix contre 42,6 % pour la démocrate.
En 2018, le 6e district est une nouvelle fois l'un des plus disputés du pays. En effet, la circonscription a voté en faveur de la démocrate Hillary Clinton lors l'élection présidentielle de 2016. Alors que les démocrates reprennent le contrôle de la Chambre des représentants au niveau national, Coffman est battu par le démocrate Jason Crow. Il ne rassemble que 44 % des suffrages (contre 53 % pour Crow).

### Après le Congrès
Le 5 novembre 2019, Coffman est élu maire d'Aurora avec 38 % des voix, devançant de six points son plus proche adversaire le démocrate Omar Montgomery.

## Positions politiques
Coffman est un républicain conservateur. Cependant, depuis le redécoupage de 2012 ayant rendu son district plus compétitif, il se concentre sur des questions moins clivantes qu'auparavant (comme les vétérans et les petites entreprises) et modère ses positions sur l'avortement et la contraception, l'immigration ou encore les droits LGBT.